# Typton bawii
Typton bawii är en kräftdjursart som beskrevs av Bruce 1972. Typton bawii ingår i släktet Typton och familjen Palaemonidae. Inga underarter finns listade i Catalogue of Life.